# Johann Elias Ridinger

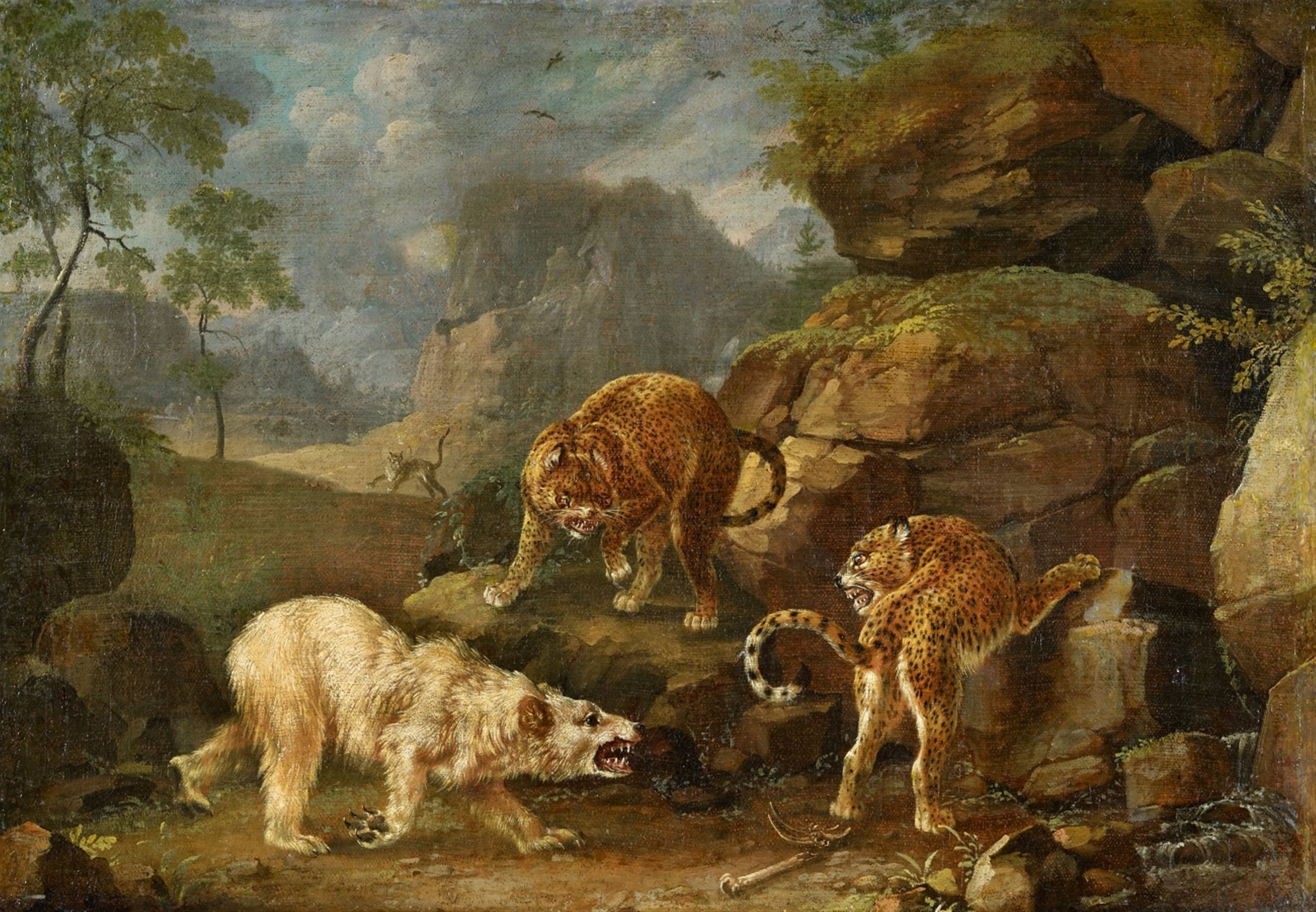
Dos leopardos atacando a un oso polar, colección privada, Bélgica

Johann Elias Ridinger (Ulm, 15 de febrero de 1698-Augsburgo, 10 de abril de 1767) fue un pintor, grabador y editor alemán. Considerado uno de los mejores grabadores de su tiempo, se especializó en imágenes de animales y escenas de caza.

## Biografía
Comenzó su formación en Ulm con el pintor Christoph Resch, y más tarde estudió con Johann Falch en Augsburgo. Aprendió el arte del grabado de Georg Philipp Rugendas. Por invitación de Wolf von Metternich pasó tres años en Regensburg: su carrera y visitas a la escuela de equitación allí resultaron decisivas para su desarrollo. Sus grabados muestran a los animales en movimientos y posiciones características en un entorno paisajístico. Los movimientos ornamentales en sus obras muestran tendencias estilísticas visiblemente rococó. Más tarde fundó su propia editorial de arte en Augsburgo, donde aparecieron la mayoría de sus obras. En 1759 se convirtió en el director de la Stadtakademie de Augsburgo. Sus dibujos a menudo se ejecutaron con precisión y gusto y, por lo tanto, su trabajo se tuvo en alta estima y también se transfirió a la decoración, la porcelana y la cerámica.